# حادثة إطلاق نار مدرسة ساندي هوك الابتدائية
حادثة إطلاق نار مدرسة ساندي هوك الابتدائية، هي حادثة إطلاق نار حصلت في يوم 14 ديسمبر 2012، تسببت في مقتل 27 ضحية، منهم 20 طفلا وذلك في إطلاق نار قتل جماعي في قرية ساندي هوك التابعة لمدينة نيوتاون بولاية كونيتيكت الأمريكية. قام الجاني «أدم بيتر لانزا» (من مواليد 22 أبريل 1992) بإطلاق النار على نفسه بعد قتل 26 ضحية في المدرسة. كما تم العثور على والدة القاتل مقتولة في بيتها بعد الحادث. يعتبر هذا الحادث ثاني أكبر حادث إطلاق نار في تاريخ الولايات المتحدة منذ مذبحة جامعة فرجينيا في عام 2007 والتي تسببت في مقتل 32 شخصا.

## الضحايا
قال المتحدث باسم شرطة ولاية كونتيكت بول فانس إنّ جثث جميع الضحايا المتوفيين تم ازالتها وتحديدها أثناء الليل: لقد تم تعيين أحد افراد قوات الأمن لكل من عائلات الضحايا لحماية خصوصياتهم. قال الطبيب الشرعي إن كل حالات الوفاة جراء إطلاق النار كانت جرائم قتل نتيجة اطلاقات رصاص متعددة.
وهنا أسماء الضحايا:
- عائلة
  - نانسي لانزا، 52 سنة (أم الجاني)
- عاملين في المدرسة
  - رايتشيل دافينو، 29 سنة (مساعدة معلمة)
  - دون لافيرتي هوكسبرونغ، 47 سنة (مديرة)
  - آن ماري مورفي، 52 سنة (مساعدة معلمة)
  - ماري شيرلاش، 56 سنة (عالمة نفسية للمدرسة)
  - فيكتوريا سوتو، 27 سنة (معلمة)
  - لورين روسو، 30 سنة (معلمة)
- طلاب
  - شارلوت باكون، 6 سنوات
  - دانيال بأردن، 7 سنوات
  - أوليفيا إنجل، 6 سنوات
  - جوزافين جاي، 7 سنوات
  - جيسي هيسلين، 6 سنوات
  - مادلين ف. هسو، 6 سنوات
  - كاثرين فيوليت هاببارد، 6 سنوات
  - تشيس كوالسكي، 7 سنوات
  - جيسي لويس، 6 سنوات
  - آن ماركيز-جرين، 6 سنوات
  - جيمس ماتتيولي، 6 سنوات
  - غريس ماكدونيل، 6 سنوات
  - إيميلي باركر، 6 سنوات
  - جاك بينتو، 6 سنوات
  - نوح بوزنه، 6 سنوات
  - كارولين بريفيدي، 6 سنوات
  - جيسيكا ريكوس، 6 سنوات
  - أفيلله ريتشمان، 6 سنوات
  - بنجامين وييلير، 6 سنوات
  - أليسون ن. ويات، 6 سنوات

## الجاني
أدم بيتر لانزا من مواليد 22 أبريل 1992 في اكستر, نيو هامبشير. تزوج والداه في 6 يونيو 1981, كان تلميذا لفترة في مدرسة ساندي هوك الابتدائية التي وقعت بها المجزرة، ثم انتقل إلى مدرسة سانت روز أوف ليما الكاثوليكية، في النهاية تلقى تعليما منزليا على يد والدته. كان من رواد جامعة كونيتيكت الغربية بين عامي 2008 و2009 حيث لم يكن له سجل اجرامي. حصل الطلاق بين والديه سنة 2009 بعد ذلك أصبح يعيش مع والدته نانسي لانزا(52 عاما) في منزلها في «ساندي هوك» على بعد 5 أميال (8 كم) من المدرسة الابتدائية.
كانت والدته حسبما قالت شقيقتها تمتلك عددا من الأسلحة والذخيرة في منزلها واصطحبت إبنيها عدة مرات لميدان رماية محلي. قبل المجزرة بيومين حاول أدم شراء سلاح من متجر محلي لكنه لم يستطع لرفضه القيام بكشف عن السجل الإجرامي. قال عنه الطلبة والأساتذة الذين كانوا يعرفونه بأنه ذكي لكن عصبي، حاول عدم لفت الانتباه اليه حيث لم يكن اجتماعيا فلم يكن له أصدقاء مقربون في المدرسة. قال شقيق لانزا للشرطة بأنه كان من المعتقد ان آدم يعاني من اضطراب الشخصية. وذكر قسم الشرطة وأصدقاء نانسي أنه تم تشخيص آدم بمتلازمة اسبرجر.